# Qujialing-Kultur
Die Qujialing-Kultur (chinesisch 屈家嶺文化 / 屈家岭文化, Pinyin Qūjiālǐng Wénhuà, englisch Qujialing Culture) ist eine späte neolithische Kultur in China. Sie ist nach den Funden aus dem Jahr 1954 in Qujialing, Kreis Jingshan (京山县), Provinz Hubei, benannt. Charakteristische Fundstücke sind kleinförmige Keramiken mit einer Wandung so dünn wie Eierschalen („Eierschalenkeramik“, chin. danketao 蛋壳陶), Spindelwirteln aus Keramik mit farbigem Dekor (caidao fanglun 彩陶纺轮) sowie langhalsige hu-Gefäße (hú 壶) mit Ringfuß und hohe dou-Gefäße (dòu 豆) mit Ringfuß.
Die Kultur war hauptsächlich in der Jiang-Han-Ebene verbreitet. Das Wirtschaftsleben damals bestand überwiegend aus Landwirtschaft, es wurde bereits Japonica-Reis (粳稻 Orzya sativa subsp. keng) – ein rundkörniger nichtklebriger Reis – gezüchtet, außerdem wurden Schweine, Hunde und andere Haustiere gezüchtet. Auch die Jagd nahm einen wichtigen Platz ein. Nach der Radiokohlenstoffmethode wird die Qujialing-Kultur auf ca. 2750–2650 v. Chr. datiert.
Die Qujialing-Stätte steht auf der Liste der Denkmäler der Volksrepublik China (3-194).